# Christian d’Oriola
Christian d’Oriola (n. 3 octombrie 1928, Perpignan, Franța – d. 29 octombrie 2007, Nîmes, Franța) a fost un scrimer olimpic francez specializat pe floretă. A fost dublu campion olimpic și cvadruplu campion mondial atât la individual, cât și pe echipe. Este cel mai titrat scrimer francez.

## Carieră
S-a născut într-o familie din nobilimea catalană, fiind cel mai tânăr din cei trei copii. Era vărul lui Pierre Jonquères d'Oriola, dublu campion olimpic la proba hipică de sărituri peste obstacole.
S-a apucat de scrimă la vârsta de nouă ani cu tatăl său, Henri d’Oriola, la o sală de scrimă amenajată chiar în casa familiei, apoi a studiat cu maeștrii Bourret și Helmer. A început să concureze în competiții oficiale când avea doar 13 ani. Cinci ani mai târziu a devenit vicecampion al Franței și s-a alăturat lotului francez. A câștigat primul său titlu mondial în anul 1947, în același an în care a obținut bacalaureatul, devenind cel mai tânăr campion mondial la scrimă. Apoi a urmat studii de drept la Universitatea din Montpellier.
La Jocurile Olimpice din 1948 de la Londra a cucerit prima sa medalie olimpică, aurul pe echipe, câștigându-și porecla „D'Artagnan”, după numele personajului din romanul Cei trei muschetari. La proba individuală a fost învins de conaționalul său Jehan Buhan și s-a mulțumit cu argint. Și-a luat revanșa la Jocurile Olimpice din 1952 cu medalia de aur la individual și pe echipe. S-a opus ferm introducerii aparatului electric de control al tușelor, din cauza căruia floreta a devenit mai masivă: „Este precum încercarea de a face dantelă cu andrele de tricotat”. Nu a reușit să obțină satisfacere și a trebuit să-și adapteze stilul. Aceasta nu l-a împiedicat să câștige medalia de aur la individual și pe echipe la Jocurile Olimpice din 1956 de la Melbourne.
La Jocurile Olimpice din 1960 de la Roma a fost portdrapelul delegației franceze. Clasat doar pe locul 7, a decis să pună punct carierei. S-a stabilit la Nîmes, în Provența, unde a lucrat ca inspector de asigurări. A fost arbitru internațional de scrimă din 1970 până în 1980, apoi a fost vicepreședintele Federației Franceze de Scrimă. În anul 1971 s-a căsătorit cu fosta campioană de floretă Kate Delbarre. Cu ocazia Campionatului Mondial din 2001, care s-a desfășurat la Nîmes, a fost numit „scrimerul secolului al XX-lea”: „viteza de mână, tehnica prodigioasă, deplasările ușoare dar extrem de rapide, reacțiile instantanee, inventivitatea și adaptarea perfectă de la floretă ca armă de învățare până la floreta electrică fac din Christian d’Oriola un model pentru succesorii săi de ieri și de astăzi”.

## Legături externe
Materiale media legate de Christian d’Oriola la Wikimedia Commons
- en Christian d’Oriola la Olympedia.org